# François de Siebenthal
Pour les articles homonymes, voir Von Siebenthal.
François de Siebenthal, né en 16 décembre 1955 et mort le 26 juin 2024 à Lausanne, est une personnalité politique suisse. 

## Biographie
François de Siebenthal naît le 16 décembre 1955. Il est originaire de Lausanne, dans le canton de Vaud, et de Saanen, dans le canton de Berne. Il est le benjamin de six enfants. Leur père, Jean de Siebenthal, est professeur de mathématiques à l'École polytechnique fédérale de Lausanne.
Il est titulaire d'une licence en droit et en économie. Il exerce pour peu de temps la profession de banquier, chez Crédit suisse, puis travaille brièvement dans la vente notamment pour IBM et Hewlett-Packard. Il se met à son compte comme consultant autour de ses 30 ans, mais sa société fait faillite.
Il est nommé consul général honoraire des Philippines à Lausanne en 1993 par Corazon Aquino.
Il est marié à une ressortissante philippine et père de huit enfants.

### Engagement politique
Après un passage au Parti démocrate-chrétien qu'il quitte quand ce parti opte pour la solution des délais en matière d'avortement, il décide de se lancer en politique en indépendant. Il a pour mécène un homme d'affaires iranien, Naghi Gashtikhah.
En 2003, il est accusé de faire dépenser au canton 500 000 francs inutilement en présentant sa candidature pour concurrencer l'écologiste François Marthaler au 2e tour de l'élection du Conseil d'État du canton de Vaud, en remplacement de Marc-Étienne Burdet qui s'était présenté au 1er tour en obtenant 2,6 % des voix. Il obtient 7 % des voix lors de cette élection.
Il est ensuite candidat malheureux aux élections communales de 2006 à Lausanne avec une quinzaine de candidats, il obtient 597 voix.
Il est notamment sympathisant d'Appel au peuple, une « association de révoltés de la justice ».
Il participe aux lancements de plusieurs initiatives populaires fédérales, notamment en faveur du revenu de base[réf. nécessaire] et d'une réforme du système monétaire suisse. Il fait partie des initiants de l'initiative populaire « Monnaie pleine » en juin 2014. En 2018, il donne une conférence à ce sujet dans un local appartenant au mouvement Résistance helvétique, ce qui lui vaut les critiques de certains membres du comité d'initiative.
En 2019, il a participé au mouvement des gilets jaunes.

### Pandémie de Covid-19
Dès 2020, il s'attaque à l'application SwissCovid. Pour Conspiracy Watch, il est « une figure de la complosphère suisse francophone ». Aux qualifications de complotisme qui lui sont faites, il répond que cela vient de comploteurs. Fin 2021 son hospitalisation est médiatisée, le covid étant mis en cause,,,,. Il est considéré comme une figure de l'opposition aux mesures de lutte contre la pandémie de Covid-19 ainsi qu'acteur d'une controverse sur la vaccination en Suisse.

### Mort
Il meurt le 26 juin 2024 aux soins palliatifs du Centre hospitalier universitaire vaudois, à Lausanne.

## Thèses et controverses
Il est convaincu de la réalité d'un complot maçonnique mondial d'après un article paru dans le journal Le Temps. 

## Filmographie
- Les Survivantes, Pierre Barnérias, 2024.[réf. nécessaire]